# Liste der Baudenkmäler in Untermenzing
Auf dieser Seite sind die Baudenkmäler im Münchner Stadtteil Untermenzing im Stadtbezirk 23 Allach-Untermenzing aufgelistet. Zu diesen Baudenkmälern gibt es auch eine Bildersammlung und ein Fotoalbum mit ausgewählten Bildern.
Diese Liste ist Teil der Liste der Baudenkmäler in München. Grundlage ist die Bayerische Denkmalliste, die auf Basis des bayerischen Denkmalschutzgesetzes vom 1. Oktober 1973 erstmals erstellt wurde und seither durch das Bayerische Landesamt für Denkmalpflege geführt und aktualisiert wird. Die folgenden Angaben ersetzen nicht die rechtsverbindliche Auskunft der Denkmalschutzbehörde.

## Einzelbauwerke
| Lage                                  | Objekt                                                          | Beschreibung | Akten-Nr.       | Bild                                                            |
| ------------------------------------- | --------------------------------------------------------------- | --- | --------------- | --------------------------------------------------------------- |
| Behringstraße (Standort)              | Standbild                                                       | heiliger Johannes von Nepomuk, neubarock, wohl um 1900; am Eingang des neuen Friedhofs von Untermenzing, siehe Eversbuschstraße 9a | D-1-62-000-669  | weitere Bilder                                                  |
| Esmarchstraße 2 (Standort)            | Ehemaliges Bauernhaus                                           | zweigeschossiger Satteldachbau mit Putzgliederung, wohl um 1800; bauliche Einheit mit Eversbuschstraße 62 | D-1-62-000-1575 | Ehemaliges Bauernhaus                                           |
| Eversbuschstraße 9 (Standort)         | Katholische Pfarrkirche St. Martin                              | spätgotischer Saalbau mit eingezogenem Chor und westlichem Sattelturm mit Treppengiebel, bezeichnet 1499; mit Ausstattung | D-1-62-000-1581 | weitere Bilder                                                  |
| Eversbuschstraße 9a (Standort)        | Friedhof Untermenzing                                           | mit Grabsteinen; Leichenhaus, kreuzförmiger historisierender Walmdachbau mit offener Arkaden-Vorhalle und Stuckrelief, Gebrüder Ott, 1924 | D-1-62-000-1581 | weitere Bilder                                                  |
| Eversbuschstraße 21 (Standort)        | Wohn- und Geschäftshaus                                         | zweigeschossiger historisierender Flachsatteldachbau mit Erdgeschossrustika und Putzgliederung, spätes 19. Jahrhundert | D-1-62-000-1585 | Wohn- und Geschäftshaus                                         |
| Eversbuschstraße 24 (Standort)        | Stattliches Bauernhaus                                          | zweigeschossiger historisierender Satteldachbau mit Putzgliederung, bezeichnet 1910 | D-1-62-000-1586 | Stattliches Bauernhaus                                          |
| Eversbuschstraße 29 (Standort)        | Gasthaus zur Schwaige                                           | zweigeschossiger neubarocker Halbwalmdachbau mit Gauben, Anfang 20. Jahrhundert | D-1-62-000-1587 | Gasthaus zur Schwaige                                           |
| Eversbuschstraße 35 (Standort)        | Ehemaliges Feuerwehrhaus                                        | kleiner Sichtziegelbau mit Satteldach und korbbogigem Tor, bezeichnet 1884 | D-1-62-000-1588 | weitere Bilder                                                  |
| Eversbuschstraße 39 (Standort)        | Wohnhaus                                                        | erdgeschossiger historisierender Staffelgiebelbau über hohem Kellergeschoss mit Mezzanin und Säulenportikus, 1901 | D-1-62-000-1589 | Wohnhaus                                                        |
| Eversbuschstraße 62 (Standort)        | Ehemaliges Bauernhaus                                           | zweigeschossiger Satteldachbau mit angeschlepptem Vorbau, wohl um 1800; bauliche Einheit mit Esmarchstraße 2 ehemals unter eigener Nummer D-1-62-000-1591 gelsitet, jetzt zusammen mit Esmarchstraße 2                                                                                                   | D-1-62-000-1575 | Ehemaliges Bauernhaus                                           |
| Lechelstraße 54 (Standort)            | Katholische Kirche St. Raphael                                  | flachgedeckter Saalbau aus geschlemmten Sichtziegeln, breitgelagerter Saalraum mit Holzbalkendecke und tief angesetztem Chorbogen, nach Plänen von Hans Döllgast, 1932, Ersatz des bauzeitlichen Dachreiters durch campanileartigem Nordwestturm, von Hans Döllgast und Dinkel, 1959/60; mit Ausstattung | D-1-62-000-3807 | weitere Bilder                                                  |
| Lochhausener Straße 46/50a (Standort) | Wirtschaftsgebäude des geplanten Exerzitienhauses „Instauratio“ | zweigeschossiger Satteldachbau mit Wohnteil im Osten und Wirtschaftsteil im Westen, im Heimatstil mit Anklängen an den Expressionismus, von Georg W. Buchner, 1925; Muttergottes in Ecknische, 19. Jahrhundert; Keller und Fundamente des Exerzitienhauses, 1925                                         | D-1-62-000-8686 | Wirtschaftsgebäude des geplanten Exerzitienhauses „Instauratio“ |
| Nähe Manzostraße (Standort)           | Torbogen der Einfassung einer geplanten Siedlung                | in Betonbauweise, um 1910, 1914 in eine In Treue fest – Anlage umgewidmet | D-1-62-000-9870 | weitere Bilder                                                  |
| Nähe Manzostraße (Standort)           | Reste der Einfassung einer geplanten Siedlung                   | in Betonbauweise, um 1910, 1914 in eine In Treue fest – Anlage umgewidmet | D-1-62-000-9870 | weitere Bilder                                                  |
| Niethammerstraße 13 (Standort)        | Wohnhaus                                                        | Eingeschossiger Satteldachbau mit abgeschlepptem Vorbau ohne Dachüberstand und großzügiger Fensteröffnung nach Süden, von Gustav Gsaenger, 1938/39 | D-1-62-000-8709 | Wohnhaus                                                        |
| Pfarrer-Grimm-Straße 1 (Standort)     | Volksschule                                                     | zweigeschossiger T-förmiger Walmdachbau in historisierenden Formen mit Putzgliederung, 1909/1920; modern erweitert | D-1-62-000-1583 | Volksschule                                                     |
| bei Pfarrer-Grimm-Straße 1 (Standort) | Kriegerdenkmal                                                  | steinerne Soldatenfigur auf hohem Sockel von Alois Aufleger, 1924; Ecke Pfarrer-Grimm-Straße | D-1-62-000-1584 | Kriegerdenkmal                                                  |
| Von-Kahr-Straße 87 (Standort)         | Inselmühle                                                      | mit Gaststätte, Zweiflügelbau, im Kern 18./19. Jahrhundert, 1912 Umbau des Wirtschaftsflügels als Eisfabrik, 1913 Verlängerung des Hauptflügels um die Gaststätte; vergleiche auch Ensemble Untermenzing                                                                                                 | D-1-62-000-7290 | weitere Bilder                                                  |
| Willstätterstraße 17 (Standort)       | Ehemaliges Bauernhaus                                           | zweigeschossiger Satteldachbau, 19. Jahrhundert | D-1-62-000-7588 | Ehemaliges Bauernhaus                                           |
| Willstätterstraße 19 (Standort)       | Erdgeschossiges Bauernhaus                                      | erdgeschossiger Satteldachbau, 19. Jahrhundert | D-1-62-000-7589 | Erdgeschossiges Bauernhaus                                      |

## Ehemalige Baudenkmäler
In diesem Abschnitt sind Objekte aufgeführt, die früher einmal in der Denkmalliste eingetragen waren, jetzt aber nicht mehr. Objekte, die in anderem Zusammenhang also z. B. als Teil eines Baudenkmals weiter eingetragen sind, sollen hier nicht aufgeführt werden. Aktennummern in diesem Abschnitt sind ehemalige, jetzt nicht mehr gültige Aktennummern.
- Ortskern Untermenzing

Ursprüngliche Beschreibung: Das aus dem 9. Jahrhundert stammende Untermenzing ist zwar durch Modernisierungsmaßnahmen und einige ortsfremde Neubauten in seinem angestammten Charakter beeinträchtigt. Dennoch ist im engeren Ortskern die historische Dorfstruktur noch erkennbar und durch einige typisch dörfliche Bauten (Dorfkirche, Friedhof, Mühle, Bauernhäuser) belegt.
Streichung: Das Ensemble wurde 2011 aus der Denkmalliste gestrichen, da die entlang der Eversbuschstraße gereihten, meist giebelständigen Bauten, großflächig durch Neubauten in erweiterter Kubatur ersetzt wurden und der Ortskern seinen dörflichen Charakter verloren hat.

## Abgegangene Baudenkmäler
In diesem Abschnitt sind Objekte aufgeführt, die früher einmal in der Denkmalliste eingetragen waren, jetzt aber nicht mehr existieren, z. B. weil sie abgebrochen wurden. Aktennummern in diesem Abschnitt sind ehemalige, jetzt nicht mehr gültige Aktennummern. 

| Lage                           | Objekt     | Beschreibung | Akten-Nr. | Bild |
| ------------------------------ | ---------- | --- | --------- | ---- |
| Eversbuschstraße 5 (Standort)  |            | nach Abbruch 2000 aus der Denkmalliste gestrichen |           | BW   |
| Eversbuschstraße 54 (Standort) | Bauernhaus | eingeschossig, auf der Hofseite zweigeschossig, Mitterstallbau mit Satteldach, Ende 19. Jahrhundert; nach Einsturz 1994 aus der Denkmalliste gestrichen |           | BW   |